# Montevidejski zaljev
Montevidejski zaljev (špa. Bahía de Montevideo) je zaljev koji okružuje urugvajski glavni grad Montevideo. Dio je većeg zaljeva Rio de la Plata, ogranka Atlantskog oceana u urugvajsku i brazilsku obalu. Prije se nazivao po španjolskom konkvistadoru, vojniku i istraživaču Pedru de Mendozi.
Zaljev je kružnog oblika prosječne širine od oko pola milje i dovoljne dubine za siguran i brz ukrcaj i iskrcaj brodova. Na zapadnoj strani zaljeva nalazi se brdo koje ime nosi prema gradu čiji zaljev okružuje (Brdo Montevideo), a okrunjeno je Tvrđavom generala Artigasa sa svjetionikom koji dominira okolnim krajobrazom.
Stanovnici Montevidea iskoristili su dobra prirodna obilježja zaljeva i početkom 1870-ih izgradili pomorsku luku, koja je po broju primljenih putnika i prevezene robe najveća u Urugvaju i jedna od najvećih u cijeloj Južnoj Americi.
Uz obale zaljeva izgrađene su šetnice, parkovi i ugostiteljski objekti.